# TezJet Airlines
TezJet Airlines — киргизская авиакомпания. Она была основана 23 апреля 2013 года и начала свою деятельность в августе 2014 года после получения своего первого самолета (BAe 146 с регистрационным номером EX-27002 от Avia Traffic Company). Главный хаб авиакомпании находится в Международном аэропорту Манас. Флот состоит из двух BAe 146 и одного McDonnell Douglas MD-83.

## Пункты назначения
По состоянию на июль 2021 года TezJet Airlines выполняет регулярные пассажирские рейсы по следующим направлениям:
| Страна     | Город       | Аэропорт               | Примечания |
| ---------- | ----------- | ---------------------- | ---------- |
| Кыргызстан | Баткен      | Баткен (аэропорт)      |            |
| Кыргызстан | Бишкек      | Манас (аэропорт)       | Хаб        |
| Кыргызстан | Раззаков    | Раззаков (аэропорт)    |            |
| Кыргызстан | Джалал-Абад | Джалал-Абад (аэропорт) |            |
| Кыргызстан | Ош          | Ош (аэропорт)          |            |
| Кыргызстан | Тамчы       | Тамчы (аэропорт)       |            |
| Узбекистан | Ташкент     | Ташкент(Аэропорт)      |            |

## Флот
Флот авиакомпании включает следующие самолеты (по состоянию на май 2025 г.):
| Самолёт           | Количество | Заказы | Мест | Примечания        |
| ----------------- | ---------- | ------ | ---- | ----------------- |
| BAe 146/Avro RJ85 | 2          | 0      | 96   | EX-27003 EX-27005 |
| McDonnell MD-83   | 2          | 0      | 164  | EX-80003 EX-80017 |
| Всего             | 4          | 0      |      |                   |

|  |

|  |

## Инциденты и происшествия
1 марта 2018 года в 14:52 по местному времени рейс из Международного аэропорта Манас в Аэропорт Баткен был вынужден совершить аварийную посадку в аэропорту Бишкек. Рейс вылетел в 14:22 по местному времени, на борту находились 96 пассажиров. Погибших и пострадавших в результате инцидента нет.